# Anton David Jeftha
Anton David Jeftha (Città del Capo, 1986) è un attore, modello, conduttore televisivo e doppiatore sudafricano.

## Biografia

### Primi anni
Anton David Jeftha è nato a Città del Capo, in Sudafrica; e ha tre sorelle minori. La sua famiglia si è trasferita a Belhar, nella Cape Flats, dove è cresciuto, per poi stabilirsi definitivamente a Durbanville, nella provincia del Capo Occidentale. Ha studiato finanza, economia e sistemi informativi alla University of the Western Cape laureandosi con lode, tempo dopo tuttavia decide di concentrarsi sulla carriera di attore e modello arrivando tra i 14 finalisti della classifica dell'uomo più sexy di Cosmopolitan.

### Carriera
Nel 2009, ha debuttato come attore col cortometraggio Pumzi. Nel 2012, è apparso nella serie televisiva Strike Back nei panni di un agente del Mossad; nello stesso anno compare inoltre in un episodio di Mankind: la storia di tutti noi. Nel 2014 interpreta dei personaggi ricorrenti in Homeland - Caccia alla spia e Dominion, due anni dopo si trasferisce negli Stati Uniti.
Nel 2019 Dal 2020 al 2023 veste i panni di Sebastian Junior "SJ" Prince nella soap opera Legacy, e, più o meno contemporaneamente, quelli di Rhafiek Samsodien in Suidooster. Il 12 gennaio 2025 viene annunciato il suo ingresso nel cast dell'adattamento live action Netflix di One Piece nel ruolo di KM a partire dalla seconda stagione.

## Filmografia

### Cinema
- Pumzi, regia di Wanuri Kahiu - cortometraggio (2009)
- Death Race 3 - Inferno (Death Race: Inferno), regia di Roel Reiné (2013)
- A Thing of Dreams, regia di K. Spencer Jones e Jake Wilkens - cortometraggio (2018)
- Escape Room 2 - Gioco mortale (Escape Room: Tournament of Champions), regia di Adam Robitel (2021)
- The Contrast, regia di Sean Dube e Presley Paras (2022)
- Eraser: Reborn, regia di John Pogue (2022)
- Franny Kruugerr presents: Scary Stories, regia di Mark Mos, Jim Allison e Stamati Arakas (2022)
- Six in the City, regia di Star Kganki Mphahlele (2023)
- Happiness Is, regia di Nthabiseng Mokoena e Naledi Ya Naledi (2024)
- Bare to Beauty, regia di Okey Ifeanyi (2025)

### Televisione
- Strike Back - serie TV, episodio 3x05 (2012)
- Mankind: la storia di tutti noi (Mankind: The Story of All of Us) - serie TV, episodio 1x08 (2012)
- Saf3 - serie TV, episodio 1x03 (2013)
- Homeland - Caccia alla spia (Homeland) - serieTV, 2 episodi (2014)
- Dominion - serie TV, 6 episodi (2014-2016)
- Bagels & bubbels - serie TV, episodio 1x03 (2015)
- Saints & Strangers - serie TV, episodio 1x01 (2015)
- Jamillah and Aladdin - serie TV, episodio 1x01 (2015)
- Nel nome della giustizia (Justice Served) - serie TV, episodio 1x01 (2022)
- Legacy - soap opera, 142 puntate (2020-2023)
- Suidooster - soap opera, 42 puntate (2021-2023)
- Savage Beauty - serie TV, 6 episodi (2024)
- Skemergrond - serie TV, 61 episodi (2024-2025)
- One Piece - serie TV (2006)

## Doppiatori italiani
Nelle versioni in italiano delle opere in cui ha recitato, Anton David Jeftha è stato doppiato da:
- Luca Pernisco in Homeland - Caccia alla spia